# Linda (Emis Killa)
Linda è un singolo del rapper italiano Emis Killa, pubblicato il 25 ottobre 2017 dalla Carosello Records.

## Descrizione
Prodotto da Don Joe dei Club Dogo, il brano è stato composto dal rapper stesso insieme a Federica Abbate e ha come tema principale la dipendenza dalle droghe; dal lato musicale Linda risulta influenzata dalla musica latina, come spiegato da Emis KIlla in un'intervista:

## Video musicale
Il videoclip, diretto da Stefano Poggioni, è stato pubblicato il 27 ottobre 2017 attraverso il canale YouTube del rapper e trae ispirazione dai film del regista statunitense Quentin Tarantino.

## Tracce
1. Linda – 3:19

## Classifiche
| Classifica (2017) | Posizione massima |
| ----------------- | ----------------- |
| Italia            | 21                |